# Veronique Peck
Veronique Peck (wym. [ˌvɛrɑˈnik pɛk], z domu Passani; ur. 5 lutego 1932 w Paryżu, zm. 17 sierpnia 2012 w Los Angeles) – francusko-amerykańska dziennikarka, filantropka i mecenas sztuki. Od 1955 do 2003 była żoną aktora, działacza społecznego i humanitarysty, Gregory’ego Pecka. W 1967 została uhonorowana przez dziennik „Los Angeles Times” tytułem „kobiety roku”.

## Życiorys
Veronique Passani urodziła się 5 lutego 1932 w Paryżu we Francji, jako córka architekta Antoine’a Passani i rosyjskiej artystki Alexandre Passani. Rodzina jej matki została zmuszona do opuszczenia ojczyzny po wybuchu wojny domowej. Początkowo osiedlili się w Berlinie, a następnie w Paryżu, miejscu szczególnie cenionym przez rosyjską szlachtę. Ojciec Antoine Passani był Francuzem, wywodzącym się z najwyższej warstwy społecznej. Jej matka podczas II wojny światowej ponownie wyszła za mąż za amerykańskiego pułkownika. Z trwającego dwa lata małżeństwa urodził się Cornelius, którego później adoptował ojciec Passani, Antoine. Mieszkał on w pobliżu byłej żony i córki, często ich odwiedzając.
Po ukończeniu Marymount International School w Paryżu, Passani została dziennikarką. Otrzymała angaż w lokalnym dzienniku „France Soir”, pracując jako reporterka. W 1952 została wysłana przez redakcję gazety do Rzymu, gdzie przeprowadziła wywiad z amerykańskim aktorem Gregorym Peckiem, który był w trakcie realizacji zdjęć do filmu Rzymskie wakacje (1953). Następnie podjęła pracę w gazecie codziennej „Paris-Presse”. Pół roku później aktor dostał od swojego przyjaciela kopię wywiadu. Pomimo słabej znajomości języka francuskiego, tekst spodobał się Peckowi. Następnego dnia zadzwonił do redakcji „France Soir”, gdzie poinformowano go, że Passani przeniosła się do „Paris-Presse”. Nawiązawszy kontakt z dziennikarką, aktor zaprosił ją na tor wyścigowy w Paryżu, gdzie razem oglądali wyścigi konne. Po zawodach udali się na kolację. Aby móc przyjąć zaproszenie na wspomniane wyścigi, Passani zrezygnowała z wywiadu z teologiem Albertem Schweitzerem, który spóźnił się na umówioną godzinę.
Dzień po sfinalizowaniu rozwodu przez Pecka z pierwszą żoną, Gretą Kukkonen, para pobrała się 31 grudnia 1955 w Santa Ynez w stanie Kalifornia. Ślubu udzielił im sędzia Arden Jensen z sądu okręgowego w Santa Barbara. Uroczystości weselne odbyły się na ranczu jednego z przyjaciół Pecka w Lompoc. Wspominając swoje pierwsze spotkanie z aktorem, przyznała na łamach „Los Angeles Timesa”: „Uważałam go za niezwykłego człowieka, byłam po prostu szczęśliwa, że go poznałam, to wszystko”.

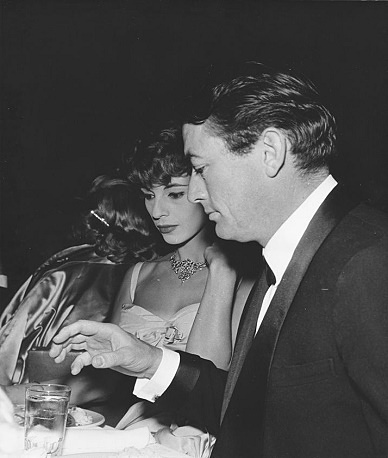
Veronique i Gregory Peck (1959)

Od połowy lat 50. XX wieku na stałe przebywała w Ameryce. Była aktywną filantropką na terenie Wielkiego Los Angeles. Towarzyszyła mężowi przy okazji premier filmowych i różnych kameralnych przyjęciach w Białym Domu, wystawianych przez prezydentów Lyndona B. Johnsona i Ronalda Reagana w 1983. Bliska więź przyjacielska łączyła ją z pierwszą damą Lady Bird Johnson. Na początku 1956 jej zdjęcie z mężem ukazało się na okładce magazynu „Look”.
Wraz z Peckiem aktywnie wspierała akcje charytatywne. W latach 60. zebrali na konto organizacji pomagającej ludziom w walce z chorobą nowotworową American Cancer Society, kwotę pięćdziesięciu milionów dolarów. W 1967 została uhonorowana przez dziennik „Los Angeles Times” tytułem „kobiety roku”. Była współzałożycielką Inner City Cultural Center, zespołu teatralnego złożonego z różnych grup etnicznych oraz Los Angeles Music Center. W 1976 Veronique Peck została naturalizowaną obywatelką Stanów Zjednoczonych.
W 2003, krótko po śmierci męża, przejęła kontrolę nad programem Gregory Peck Reading Series, mającym na celu zbieranie funduszy na rzecz Biblioteki Publicznej hrabstwa Los Angeles. 5 kwietnia 2012 wraz z najbliższą rodziną wzięła udział w prywatnej ceremonii wystawionej przez prezydenta Baracka Obamę w Białym Domu z okazji 96. rocznicy urodzin Gregory’ego Pecka i 50. rocznicy premiery filmu Zabić drozda (1962), zekranizowanego na podstawie powieści Harper Lee z 1960.

### Śmierć
Veronique Peck zmarła 17 sierpnia 2012 w wieku 80 lat w swoim domu w Los Angeles z powodu dolegliwości sercowych. Pozostawiła dwójkę dzieci: syna Anthony’ego (ur. 1956), córkę Cecilię Peck (ur. 1958) oraz troje wnucząt i młodszego brata, Corneliusa Passani. Została pochowana obok męża w mauzoleum Katedry Matki Bożej Anielskiej w Los Angeles.